# پری دریایی کوچولو ۲: بازگشت به دریا
پری دریایی کوچولو ۲: بازگشت به دریا (انگلیسی: The Little Mermaid II: Return to the Sea) فیلمی است که در سال ۲۰۰۰ منتشر شد.

## خلاصه داستان
آریل برای محافظت از دخترش در مقابل جادوگر دریا، به او اجازه نمی‌دهد که حتی نزدیک اقیانوس بشود. اما وقتی که دختر او ۱۲ ساله می‌شود، فرار می‌کند تا در زیر آب‌های دریا به ماجراجویی بپردازد…